# NProtect GameGuard
Der nProtect GameGuard (manchmal als GG abgekürzt) ist eine Anti-Cheating-Software die von INCA Internet vertrieben wird. Sie soll Spielmodifikationen und Bots blockieren und damit Cheats in Computerspielen unterbinden. Die Software wird häufig mit asiatischen Massenonlinespielen (MMORPGs) wie etwa Lineage II, 9Dragons, Flyff, Phantasy Star Universe oder Ragnarok Online, eingesetzt.
nProtect GameGuard „versteckt“ den Prozess des Spiels, das geschützt werden soll, und überwacht alle im Hintergrund laufenden Prozesse. Das Spiel wird beendet, wenn verdächtige Aktivitäten festgestellt werden. Programme, die nProtect GameGuard als bekannte Cheatsoftware erkennt, werden ebenfalls beendet. Es werden auch bestimmte Funktionen von DirectX und der Windows-API blockiert. Zudem hat die Software einen Mechanismus, um sich automatisch zu aktualisieren, damit zeitnah gegen neue Cheats vorgegangen werden kann.
Die Software ist ab Windows 98 bzw. ab Windows NT lauffähig.
GameGuard erzwingt beispielsweise in dem populären Spiel Star Stable Online (SSO) das Administator-Konto bei jedem Spielestart, nicht nur zur Installation oder für Updates. Das Spiel läuft dann im Administrator-Modus, mit Zugriff auf die geschützten Systembereiche. Somit stellt das Spiel ein hohes Sicherheitsrisiko dar, ignoriert elementarste Sicherheitsregeln und dürfte so gar nicht auf wichtigen Computersystemen installiert werden.

## Spiele mit nProtect GameGuard (Auswahl)
Die nProtect GameGuard Software wird für eine große Anzahl von Computerspielen eingesetzt.
| - 4Story - 9Dragons - Aion: The Tower of Eternity - AirRivals - Alliance of Valiant Arms (am 8. November 2012 zu XIGNCODE3 gewechselt) - Archlord - Blackshot - Blade and Soul - Darkeden - Elsword - Fiesta Online (Teilweise) - Fly for Fun - Dragonica - Gunbound | - Helldivers 2 - Legend of Mir 3 - Lineage II - MapleStory (gewechselt zu Hackshield) - Metin2 (seit 27. Juli 2015, vorher Hackshield) - MLB Dugout Heroes - Monster Hunter Frontier - Phantasy Star Universe - Priston Tale (Englische Version benutzt X-Trap) - Priston Tale 2 - Project Torque - S4 League (Koreanische Version & Lateinamerikanische Version) | - Ragnarok Online - Rakion - Raiderz - Rappelz - Rumble Fighter Unleashed - Shot Online - Star Stable Online - The Chronicles of Spellborn - Trickster - Twelve Sky - Undecember - War Rock (Japanische und Philippinische Version) - Wolfteam |